# Dia (datorprogram)
Dia är ett datorprogram för att skapa diagram. Det skapades ursprungligen av Alexander Larsson och utvecklas idag som en del av GNOME-projektet. Programmet finns för Linux, MacOS X och Windows.
Programmet är inspirerat av Microsoft Visio.

## Referenser

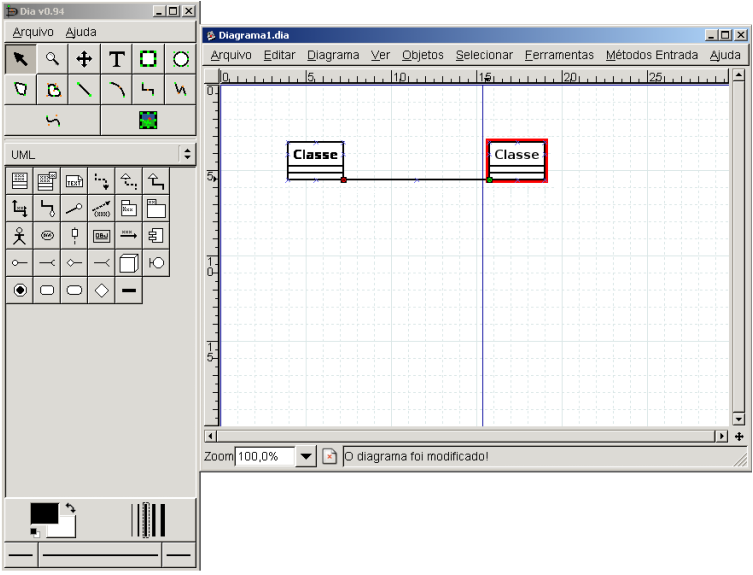
Dia 0.94 under Windows